# Bowerbankia gracilis
Bowerbankia gracilis är en mossdjursart som beskrevs av Joseph Leidy 1855. Bowerbankia gracilis ingår i släktet Bowerbankia och familjen Vesiculariidae. Det är osäkert om arten förekommer i Sverige.

## Underarter
Arten delas in i följande underarter:
- B. g. bengalensis
- B. g. delicata